# Liste von Vulkanen
Dies ist eine Liste von Vulkanen auf der Erde.

## Afghanistan
| Name          | Vulkantyp  | Höhe [m] | Koordinaten                | Letzter Ausbruch |
| ------------- | ---------- | -------- | -------------------------- | ---------------- |
| Dacht-i-Navar | Vulkanfeld | 3800     | 33° 57′ 0″ N, 61° 55′ 0″ O | unbekannt        |
| Vakak         | Vulkanfeld | 3190     | 34° 15′ 0″ N, 67° 58′ 0″ O | unbekannt        |

## Algerien
| Bild            | Name      | Gebirge | Vulkantyp  | Höhe [m]  | Koordinaten                   | Letzter Ausbruch |
| --------------- | --------- | ------- | ---------- | --------- | ----------------------------- | ---------------- |
|                 | Atakor    | Ahaggar | Vulkanfeld | 2918      | 23° 20′ 00″ N, 005° 50′ 00″ O | unbekannt        |
| Bild gesucht BW | In Ezzane | Ahaggar | Vulkanfeld | unbekannt | 23° 00′ 00″ N, 010° 50′ 00″ O | unbekannt        |
|                 | Manzaz    | Ahaggar | Vulkanfeld | 1672      | 23° 55′ 00″ N, 005° 50′ 00″ O | unbekannt        |
|                 | Tahalra   | Ahaggar | Vulkanfeld | 1467      | 22° 40′ 00″ N, 005° 00′ 00″ O | unbekannt        |

## Antarktis
→ Liste von Vulkanen in der Antarktis

## Äquatorialguinea
| Name                                      | Insel | Vulkantyp    | Höhe [m] | Koordinaten                   | Letzter Ausbruch |
| ----------------------------------------- | ----- | ------------ | -------- | ----------------------------- | ---------------- |
| San Carlos                                | Bioko | Schildvulkan | 2260     | 03° 21′ 00″ N, 008° 31′ 00″ O | unbekannt        |
| Pico Basile (Santa Isabel)                | Bioko | Schildvulkan | 3007     | 03° 35′ 00″ N, 008° 45′ 00″ O | 1923             |
| San Joaquin (Pico Biao oder Pico do Moka) | Bioko | Schildvulkan | 2009     | 03° 21′ 00″ N, 008° 38′ 00″ O | unbekannt        |

## Argentinien
→ Liste von Vulkanen in Argentinien

## Armenien
| Bild            | Name            | Vulkantyp                  | Höhe [m] | Koordinaten                   | Letzter Ausbruch          |
| --------------- | --------------- | -------------------------- | -------- | ----------------------------- | ------------------------- |
|                 | Aragaz          | Schichtvulkan              | 4095     | 40° 32′ 00″ N, 044° 12′ 00″ O | unbekannt                 |
| Bild gesucht BW | Dar-Alages      | Schlackenkegel             | 3329     | 39° 42′ 00″ N, 045° 32′ 30″ O | 2000 v. Chr. ± 1000 Jahre |
|                 | Geghamgebirge   | Vulkanfeld                 | 3597     | 40° 16′ 30″ N, 044° 45′ 00″ O | 1900 v. Chr. ± 1000 Jahre |
|                 | Porak           | Schichtvulkan              | 2800     | 40° 01′ 45″ N, 045° 44′ 27″ O | 778 v. Chr. ± 5 Jahre     |
| Bild gesucht BW | Tskhouk-Karckar | Schlacken- und Aschenkegel | 3000     | 39° 44′ 00″ N, 046° 01′ 00″ O | 3000 v. Chr. ± 300 Jahre  |

## Aserbaidschan
| Bild | Name            | Vulkantyp                  | Höhe [m] | Koordinaten                 | Letzter Ausbruch         |
| ---- | --------------- | -------------------------- | -------- | --------------------------- | ------------------------ |
|      | Porak           | Schichtvulkan              | 2800     | 40° 1′ 45″ N, 45° 44′ 27″ O | 778 v. Chr. ± 5 Jahre    |
|      | Tskhouk-Karckar | Schlacken- und Aschenkegel | 3000     | 39° 44′ 0″ N, 46° 1′ 0″ O   | 3000 v. Chr. ± 300 Jahre |

## Äthiopien
→ Liste von Vulkanen in Äthiopien

## Australien
→ Liste von Vulkanen in Australien

## Bolivien
→ Liste von Vulkanen in Bolivien

## Brasilien
| Bild | Name             | Bundesstaat    | Vulkantyp     | Höhe [m] | Koordinaten                  | Letzter Ausbruch |
| ---- | ---------------- | -------------- | ------------- | -------- | ---------------------------- | ---------------- |
|      | Trindade (Insel) | Espírito Santo | Schichtvulkan | 600      | 20° 30′ 52″ S, 29° 19′ 50″ W | unbekannt        |

## Chile
→ Liste von Vulkanen in Chile

## China
→ Liste von Vulkanen in China

## Costa Rica
→ Liste von Vulkanen in Costa Rica

## Deutschland
→ Liste von Vulkanen in Deutschland

## Dominica
| Bild | Name               | Vulkantyp        | Höhe [m] | Koordinaten                   | Letzter Ausbruch       |
| ---- | ------------------ | ---------------- | -------- | ----------------------------- | ---------------------- |
|      | Morne aux Diables  | Schichtvulkan    | 861      | 15° 36′ 45″ N, 061° 26′ 00″ W | unbekannt              |
|      | Morne Diablotins   | Schichtvulkan    | 1430     | 15° 30′ 12″ N, 061° 23′ 50″ W | unbekannt              |
|      | Morne Plat Pays    | Schichtvulkan    | 940      | 15° 15′ 18″ N, 061° 20′ 27″ W | 1270 ± 50 Jahre        |
|      | Morne Trois Pitons | Komplexer Vulkan | 1387     | 15° 22′ 00″ N, 061° 20′ 00″ W | 920 n. Chr. ± 50 Jahre |
|      | Morne Watt         | Schichtvulkan    | 1224     | 15° 18′ 24″ N, 061° 18′ 18″ W | 1997                   |

## Dschibuti
| Bild            | Name         | Vulkantyp      | Höhe [m] | Koordinaten                   | Letzter Ausbruch |
| --------------- | ------------ | -------------- | -------- | ----------------------------- | ---------------- |
|                 | Ardoukoba    | Spaltenvulkan  | 298      | 11° 35′ 00″ N, 042° 28′ 00″ O | 1978             |
|                 | Boina        | Fumarole       | 300      | 11° 15′ 00″ N, 041° 50′ 00″ O | Pleistozän       |
| Bild gesucht BW | Garbes       | Fumarole       | 1000     | 11° 25′ 00″ N, 042° 12′ 00″ O | Pleistozän       |
|                 | Gufa         | Vulkanfeld     | 600      | 12° 33′ 00″ N, 042° 32′ 00″ O | unbekannt        |
|                 | Manda-Inakir | Spaltenvulkane | 600      | 12° 23′ 00″ N, 042° 12′ 00″ O | 1928             |
|                 | Mousa Alli   | Schichtvulkan  | 2028     | 12° 28′ 04″ N, 042° 24′ 16″ O | unbekannt        |

## Ecuador
→ Liste von Vulkanen in Ecuador

## El Salvador
→ Liste von Vulkanen in El Salvador

## Eritrea
| Bild            | Name       | Vulkantyp     | Höhe [m] | Koordinaten                   | Letzter Ausbruch |
| --------------- | ---------- | ------------- | -------- | ----------------------------- | ---------------- |
|                 | Alid       | Schichtvulkan | 904      | 14° 53′ 00″ N, 039° 55′ 00″ O | unbekannt        |
|                 | Assab      | Vulkanfeld    | 987      | 12° 57′ 00″ N, 042° 26′ 00″ O | unbekannt        |
| Bild gesucht BW | Dubbi      | Schichtvulkan | 1625     | 13° 35′ 00″ N, 041° 48′ 30″ O | 1861             |
|                 | Gufa       | Vulkanfeld    | 600      | 12° 33′ 00″ N, 042° 32′ 00″ O | unbekannt        |
| Bild gesucht BW | Jalua      | Schichtvulkan | 713      | 15° 02′ 30″ N, 039° 49′ 00″ O | unbekannt        |
|                 | Mousa Alli | Schichtvulkan | 2028     | 12° 28′ 04″ N, 042° 24′ 16″ O | unbekannt        |
| Bild gesucht BW | Nabro      | Schichtvulkan | 2218     | 13° 22′ 00″ N, 041° 42′ 00″ O | 2011             |

## Fidschi
| Bild | Name       | Insel   | Vulkantyp      | Höhe [m] | Koordinaten                   | Letzter Ausbruch |
| ---- | ---------- | ------- | -------------- | -------- | ----------------------------- | ---------------- |
|      |            | Koro    | Schlackenkegel | 522      | 17° 19′ 00″ S, 179° 24′ 00″ O | unbekannt        |
|      | Nabukelevu | Kadavu  | Lavadome       | 805      | 19° 07′ 00″ S, 177° 59′ 00″ O | 1660 ± 30 Jahre  |
|      |            | Taveuni | Schildvulkan   | 1241     | 16° 49′ 00″ S, 179° 58′ 00″ W | 1550 ± 100 Jahre |

## Frankreich
→ Liste von Vulkanen in Frankreich

## Georgien
| Bild            | Name                | Vulkantyp      | Höhe [m] | Koordinaten                   | Letzter Ausbruch       |
| --------------- | ------------------- | -------------- | -------- | ----------------------------- | ---------------------- |
| Bild gesucht BW | Kabargin-Oth-Gruppe | Schlackenkegel | 3650     | 42° 33′ 00″ N, 044° 00′ 00″ O | unbekannt              |
|                 | Kasbek              | Schichtvulkan  | 5050     | 42° 42′ 00″ N, 044° 30′ 00″ O | 750 v. Chr. ± 50 Jahre |
|                 | unbenannt           | Schlackenkegel | 3750     | 42° 27′ 00″ N, 044° 15′ 00″ O | unbekannt              |
|                 | unbenannt           | Vulkankegel    | 3400     | 41° 33′ 00″ N, 043° 36′ 00″ O | unbekannt              |

## Grenada
| Bild | Name                  | Vulkantyp         | Höhe [m] | Koordinaten                 | Letzter Ausbruch |
| ---- | --------------------- | ----------------- | -------- | --------------------------- | ---------------- |
|      | Kick-’em-Jenny        | Submariner Vulkan | −185     | 12° 18′ 1″ N, 61° 38′ 24″ W | 2001             |
|      | Mount Saint Catherine | Schichtvulkan     | 840      | 12° 9′ 0″ N, 61° 40′ 0″ W   | unbekannt        |

## Griechenland
→ Liste von Vulkanen in Griechenland

## Großbritannien und Nordirland
→ Liste von Vulkanen in den Britischen Überseegebieten

## Guatemala
→ Liste von Vulkanen in Guatemala

## Honduras
| Bild | Name          | Insel              | Vulkantyp                  | Höhe [m] | Koordinaten                   | Letzter Ausbruch |
| ---- | ------------- | ------------------ | -------------------------- | -------- | ----------------------------- | ---------------- |
|      |               | Isla el Tigre      | Schichtvulkan              | 783      | 13° 16′ 20″ N, 087° 38′ 26″ W | unbekannt        |
|      |               | Isla Zacate Grande | Schichtvulkan              | 640      | 13° 20′ 00″ N, 087° 38′ 00″ W | unbekannt        |
|      | Lago de Yojoa |                    | Vulkanfeld                 | 1090     | 14° 59′ 00″ N, 087° 59′ 00″ W | unbekannt        |
|      |               | Utila              | Schlacken- und Aschenkegel | 74       | 16° 06′ 00″ N, 086° 54′ 00″ W | unbekannt        |

## Indien
| Bild | Name | Insel                     | Unionsterritorium       | Vulkantyp     | Höhe [m] | Koordinaten                   | Letzter Ausbruch |
| ---- | ---- | ------------------------- | ----------------------- | ------------- | -------- | ----------------------------- | ---------------- |
|      |      | Barren Island (Andamanen) | Andamanen und Nikobaren | Schichtvulkan | 354      | 12° 16′ 40″ N, 093° 51′ 30″ O | 2011             |
|      |      | Narkondam                 | Andamanen und Nikobaren | Schichtvulkan | 710      | 13° 26′ 00″ N, 094° 17′ 00″ O | unbekannt        |

## Indonesien
→ Liste von Vulkanen in Indonesien

## Iran
→ Liste von Vulkanen im Iran

## Island
→ Vulkane in Island

## Italien
→ Liste von Vulkanen in Italien

## Japan
→ Liste von Vulkanen in Japan

## Jemen
→ Liste von Vulkanen im Jemen

## Kamerun
| Bild            | Name               | Vulkantyp        | Höhe [m]  | Koordinaten                   | Letzter Ausbruch |
| --------------- | ------------------ | ---------------- | --------- | ----------------------------- | ---------------- |
|                 | Kamerunberg        | Schichtvulkan    | 4095      | 04° 12′ 12″ N, 009° 10′ 12″ O | 2000             |
| Bild gesucht BW | Bamenda-Berge      | Komplexer Vulkan | 2621      | 05° 55′ 29″ N, 010° 14′ 41″ O | unbekannt        |
| Bild gesucht BW | Bambouto-Massiv    | Komplexer Vulkan | 2740      | 05° 38′ 00″ N, 010° 05′ 00″ O | >500.000 Jahre   |
| Bild gesucht BW | Kupe               | Schichtvulkan    | 2064      | 04° 47′ 00″ N, 009° 43′ 00″ O | unbekannt        |
|                 | Manengouba         | Schichtvulkan    | 2411      | 05° 02′ 00″ N, 009° 50′ 00″ O | unbekannt        |
| Bild gesucht BW | Ngaoundere-Plateau | Vulkanfeld       | unbekannt | 07° 15′ 00″ N, 013° 40′ 00″ O | unbekannt        |
|                 | Oku                | Vulkanfeld       | 3011      | 06° 15′ 00″ N, 010° 30′ 00″ O | unbekannt        |
|                 | Tombel             | Vulkanfeld       | 500       | 04° 45′ 00″ N, 009° 40′ 00″ O | unbekannt        |

## Kanada
→ Liste von Vulkanen in Kanada

## Kap Verde
| Bild | Name         | Insel       | Vulkantyp     | Höhe [m] | Koordinaten                   | Letzter Ausbruch |
| ---- | ------------ | ----------- | ------------- | -------- | ----------------------------- | ---------------- |
|      |              | Brava       | Schichtvulkan | 900      | 14° 51′ 00″ N, 024° 43′ 00″ W | unbekannt        |
|      | Pico do Fogo | Fogo        | Schichtvulkan | 2829     | 14° 57′ 00″ N, 024° 21′ 00″ W | 2014             |
|      |              | São Vicente | Schichtvulkan | 725      | 16° 51′ 00″ N, 024° 58′ 00″ W | unbekannt        |

## Kenia
→ Liste von Vulkanen in Kenia

## Kolumbien
→ Liste von Vulkanen in Kolumbien

## Komoren
| Bild | Name      | Insel                       | Vulkantyp    | Höhe [m] | Koordinaten                | Letzter Ausbruch |
| ---- | --------- | --------------------------- | ------------ | -------- | -------------------------- | ---------------- |
|      | La Grille | Grande Comore bzw. Ngazidja | Schildvulkan | 1087     | 11° 28′ 0″ S, 43° 20′ 0″ O | unbekannt        |
|      | Karthala  | Grande Comore bzw. Ngazidja | Schildvulkan | 2361     | 11° 45′ 0″ S, 43° 23′ 0″ O | 2007             |

## Kongo
| Bild            | Name            | Gebirge         | Vulkantyp     | Höhe [m] | Koordinaten                   | Letzter Ausbruch |
| --------------- | --------------- | --------------- | ------------- | -------- | ----------------------------- | ---------------- |
|                 | Karisimbi       | Virunga-Vulkane | Schichtvulkan | 4507     | 01° 30′ 00″ S, 029° 27′ 00″ O | ca. 8050 v. Chr. |
| Bild gesucht BW | May-ya-moto     |                 | Fumarole      | 950      | 00° 56′ 00″ S, 029° 20′ 00″ O | unbekannt        |
|                 | Nyamuragira     | Virunga-Vulkane | Schildvulkan  | 3058     | 01° 24′ 30″ S, 029° 12′ 00″ O | 2010             |
|                 | Nyiragongo      | Virunga-Vulkane | Schichtvulkan | 3470     | 01° 31′ 00″ S, 029° 15′ 00″ O | 2010             |
|                 | Sabinyo         | Virunga-Vulkane | Schichtvulkan | 3645     | 01° 24′ 00″ S, 029° 36′ 00″ O | Pleistozän       |
| Bild gesucht BW | Tshibinda       |                 | Vulkanfeld    | 1460     | 02° 19′ 00″ S, 028° 45′ 00″ O | unbekannt        |
|                 | Visoke (Bisoke) | Virunga-Vulkane | Schichtvulkan | 3711     | 01° 28′ 00″ S, 029° 29′ 30″ O | 1957             |

## Libyen
| Bild | Name         | Vulkantyp  | Höhe [m] | Koordinaten                | Letzter Ausbruch |
| ---- | ------------ | ---------- | -------- | -------------------------- | ---------------- |
|      | Charudsch    | Vulkanfeld | 1200     | 27° 15′ 0″ N, 17° 30′ 0″ O | unbekannt        |
|      | Waw an-Namus | Caldera    | 547      | 25° 3′ 0″ N, 17° 33′ 0″ O  | unbekannt        |

## Madagaskar
| Bild            | Name           | Insel      | Vulkantyp      | Höhe [m] | Koordinaten                   | Letzter Ausbruch |
| --------------- | -------------- | ---------- | -------------- | -------- | ----------------------------- | ---------------- |
| Bild gesucht BW | Ambre-Bobaomby | Madagaskar | Vulkanfeld     | 1475     | 12° 36′ 00″ S, 049° 09′ 00″ O | unbekannt        |
| Bild gesucht BW | Ankaizina      | Madagaskar | Vulkanfeld     | 2878     | 14° 18′ 00″ S, 048° 40′ 00″ O | unbekannt        |
|                 | Ankaratra      | Madagaskar | Vulkanfeld     | 2644     | 19° 24′ 00″ S, 047° 12′ 00″ O | unbekannt        |
|                 | Itasy          | Madagaskar | Vulkanfeld     | 1800     | 19° 00′ 00″ S, 046° 46′ 00″ O | ≈ 6050 v. Chr.   |
|                 |                | Nosy Be    | Schlackenkegel | 214      | 13° 19′ 00″ S, 048° 29′ 00″ O | unbekannt        |

## Malaysia
| Name     | Bundesstaat | Vulkantyp   | Höhe [m] | Koordinaten                | Letzter Ausbruch |
| -------- | ----------- | ----------- | -------- | -------------------------- | ---------------- |
| Bombalai | Sabah       | Aschenkegel | 531      | 4° 24′ 0″ N, 117° 53′ 0″ O | unbekannt        |

## Mali
| Name          | Region       | Vulkantyp  | Höhe [m]  | Koordinaten               | Letzter Ausbruch |
| ------------- | ------------ | ---------- | --------- | ------------------------- | ---------------- |
| Tin Zaouatene | Region Kidal | Vulkanfeld | unbekannt | 19° 50′ 0″ N, 2° 50′ 0″ O | unbekannt        |

## Marokko
| Bild | Name       | Vulkantyp  | Höhe [m] | Koordinaten                 | Letzter Ausbruch |
| ---- | ---------- | ---------- | -------- | --------------------------- | ---------------- |
|      | Jbel Sirwa | Vulkanfeld | 3304     | 30° 42′ 15″ N, 7° 37′ 18″ W | unbekannt        |

## Mexiko
→ Liste von Vulkanen in Mexiko

## Mongolei
| Bild            | Name                                  | Vulkantyp      | Höhe [m] | Koordinaten                   | Letzter Ausbruch         |
| --------------- | ------------------------------------- | -------------- | -------- | ----------------------------- | ------------------------ |
| Bild gesucht BW | Bus-Obo                               | Schlackenkegel | 1162     | 47° 07′ 00″ N, 109° 05′ 00″ O | unbekannt                |
|                 | Dariganga                             | Vulkanfeld     | 1778     | 45° 20′ 00″ N, 114° 00′ 00″ O | unbekannt                |
|                 | Khanuy Gol (Chanuj Gol oder Bulgan)   | Vulkanfeld     | 1886     | 48° 40′ 00″ N, 102° 45′ 00″ O | unbekannt                |
| Bild gesucht BW | Mittlere Gobi                         | Vulkanfeld     | 1120     | 45° 17′ 00″ N, 106° 42′ 00″ O | unbekannt                |
|                 | Taryatu-Chulutu (Hangayn oder Tariat) | Vulkanfeld     | 2400     | 48° 10′ 00″ N, 099° 42′ 00″ O | 2980 v. Chr. ± 150 Jahre |

## Myanmar
| Bild            | Name           | Vulkantyp      | Höhe [m] | Koordinaten                   | Letzter Ausbruch |
| --------------- | -------------- | -------------- | -------- | ----------------------------- | ---------------- |
| Bild gesucht BW | Lower Chindwin | Vulkanfeld     | 385      | 22° 17′ 00″ N, 095° 06′ 00″ O | unbekannt        |
|                 | Mount Popa     | Schichtvulkan  | 1518     | 20° 55′ 00″ N, 095° 15′ 00″ O | 442 v. Chr.      |
| Bild gesucht BW | Singu Plateau  | Spaltenvulkane | 507      | 22° 42′ 00″ N, 095° 59′ 00″ O | unbekannt        |

## Neuseeland
→ Liste von Vulkanen in Neuseeland

## Nicaragua
→ Liste von Vulkanen in Nicaragua

## Niederlande
| Bild | Name          | Insel          | Vulkantyp     | Höhe [m] | Koordinaten                  | Letzter Ausbruch        |
| ---- | ------------- | -------------- | ------------- | -------- | ---------------------------- | ----------------------- |
|      | Mount Scenery | Saba           | Schichtvulkan | 887      | 17° 38′ 0″ N, 63° 14′ 0″ W   | 1640                    |
|      | The Quill     | Sint Eustatius | Schichtvulkan | 601      | 17° 28′ 40″ N, 62° 57′ 35″ W | 250 n. Chr. ± 150 Jahre |

## Niger
| Name      | Vulkantyp  | Höhe [m]  | Koordinaten               | Letzter Ausbruch |
| --------- | ---------- | --------- | ------------------------- | ---------------- |
| In Ezzane | Vulkanfeld | unbekannt | 23° 0′ 0″ N, 10° 50′ 0″ O | unbekannt        |
| Todra     | Vulkanfeld | 1780      | 17° 41′ 0″ N, 8° 30′ 0″ O | unbekannt        |

## Nigeria
| Name        | Vulkantyp  | Höhe [m]  | Koordinaten               | Letzter Ausbruch |
| ----------- | ---------- | --------- | ------------------------- | ---------------- |
| Biu-Plateau | Vulkanfeld | unbekannt | 10° 45′ 0″ N, 12° 0′ 0″ O | unbekannt        |

## Nordkorea
| Bild            | Name                                     | Vulkantyp     | Höhe [m] | Koordinaten                   | Letzter Ausbruch |
| --------------- | ---------------------------------------- | ------------- | -------- | ----------------------------- | ---------------- |
| Bild gesucht BW | Ch'uga-ryong (Seoul-Wonson)              | Schildvulkan  | 452      | 38° 20′ 00″ N, 127° 20′ 00″ O | unbekannt        |
|                 | Paektusan (Changbaishan oder Baitoushan) | Schichtvulkan | 2744     | 41° 59′ 00″ N, 128° 05′ 00″ O | 1903             |

## Norwegen
| Bild            | Name       | Insel       | Vulkantyp     | Höhe [m] | Koordinaten                   | Letzter Ausbruch |
| --------------- | ---------- | ----------- | ------------- | -------- | ----------------------------- | ---------------- |
|                 | Beerenberg | Jan Mayen   | Schichtvulkan | 2277     | 71° 05′ 00″ N, 008° 10′ 00″ W | 1985             |
|                 |            | Bouvetinsel | Schildvulkan  | 780      | 54° 25′ 00″ S, 003° 21′ 00″ O | ca. 50 v. Chr.   |
| Bild gesucht BW | Sør-Jan    | Jan Mayen   | Vulkanfeld    | 700      | 70° 54′ 00″ N, 008° 54′ 00″ W | unbekannt        |

## Panama
| Bild | Name        | Provinz  | Vulkantyp     | Höhe [m] | Koordinaten                   | Letzter Ausbruch |
| ---- | ----------- | -------- | ------------- | -------- | ----------------------------- | ---------------- |
|      | Volcán Barú | Chiriquí | Schichtvulkan | 3474     | 08° 48′ 28″ N, 082° 32′ 34″ W | 1550 ± 10 Jahre  |
|      | El Valle    | Coclé    | Schichtvulkan | 1185     | 08° 35′ 00″ N, 080° 10′ 00″ W | 13 ka BP         |
|      | La Yeguada  | Veraguas | Schichtvulkan | 1297     | 08° 28′ 00″ N, 080° 49′ 00″ W | 45 ka BP         |

## Papua-Neuguinea
→ Liste von Vulkanen in Papua-Neuguinea

## Peru
→ Liste von Vulkanen in Peru

## Philippinen
→ Liste von Vulkanen auf den Philippinen

## Portugal
→ Liste von Vulkanen in Portugal

## Ruanda
| Bild | Name                | Gebirge         | Vulkantyp     | Höhe [m] | Koordinaten                   | Letzter Ausbruch |
| ---- | ------------------- | --------------- | ------------- | -------- | ----------------------------- | ---------------- |
|      | Karisimbi           | Virunga-Vulkane | Schichtvulkan | 4507     | 01° 30′ 00″ S, 029° 27′ 00″ O | ca. 8050 v. Chr. |
|      | Muhabura (Muhavura) | Virunga-Vulkane | Schichtvulkan | 4127     | 01° 23′ 00″ S, 029° 40′ 00″ O | unbekannt        |
|      | Sabinyo             | Virunga-Vulkane | Schichtvulkan | 3645     | 01° 24′ 00″ S, 029° 36′ 00″ O | Pleistozän       |
|      | Visoke (Bisoke)     | Virunga-Vulkane | Schichtvulkan | 3711     | 01° 28′ 00″ S, 029° 29′ 30″ O | 1957             |

## Russland
→ Liste von Vulkanen in Russland

## Salomonen
→ Liste von Vulkanen auf den Salomonen

## Samoa
| Bild | Insel   | Vulkantyp    | Höhe [m] | Koordinaten                   | Letzter Ausbruch |
| ---- | ------- | ------------ | -------- | ----------------------------- | ---------------- |
|      | Savaiʻi | Schildvulkan | 1858     | 13° 36′ 42″ S, 172° 31′ 30″ W | 1911             |
|      | Upolu   | Schildvulkan | 1100     | 13° 56′ 6″ S, 171° 43′ 0″ W   | unbekannt        |

## São Tomé und Príncipe
| Name | Insel    | Vulkantyp    | Höhe [m] | Koordinaten                | Letzter Ausbruch |
| ---- | -------- | ------------ | -------- | -------------------------- | ---------------- |
|      | São Tomé | Schildvulkan | 2024     | 0° 17′ 20″ N, 6° 32′ 46″ O | unbekannt        |

## Saudi-Arabien
→ Liste von Vulkanen in Saudi-Arabien

## Spanien
→ Liste von Vulkanen in Spanien

## St. Lucia
| Bild | Name                               | Vulkantyp | Höhe [m] | Koordinaten               | Letzter Ausbruch |
| ---- | ---------------------------------- | --------- | -------- | ------------------------- | ---------------- |
|      | Qualibou (Soufrière-Vulkanzentrum) | Caldera   | 777      | 13° 50′ 0″ N, 61° 3′ 0″ W | 1766             |

## St. Kitts und Nevis
| Bild | Name           | Insel     | Vulkantyp     | Höhe [m] | Koordinaten                | Letzter Ausbruch        |
| ---- | -------------- | --------- | ------------- | -------- | -------------------------- | ----------------------- |
|      | Mount Liamuiga | St. Kitts | Schichtvulkan | 1156     | 17° 22′ 0″ N, 62° 48′ 0″ W | 160 n. Chr. ± 200 Jahre |
|      | Nevis Peak     | Nevis     | Schichtvulkan | 985      | 17° 9′ 0″ N, 62° 35′ 0″ W  | unbekannt               |

## St. Vincent und die Grenadinen
| Bild | Name      | Vulkantyp     | Höhe [m] | Koordinaten                | Letzter Ausbruch |
| ---- | --------- | ------------- | -------- | -------------------------- | ---------------- |
|      | Soufrière | Schichtvulkan | 1220     | 13° 20′ 0″ N, 61° 11′ 0″ W | 1979             |

## Südafrika
| Bild | Name | Insel              | Vulkantyp     | Höhe [m] | Koordinaten                | Letzter Ausbruch |
| ---- | ---- | ------------------ | ------------- | -------- | -------------------------- | ---------------- |
|      |      | Marion-Insel       | Schildvulkane | 1230     | 46° 54′ 0″ S, 37° 45′ 0″ O | 2004             |
|      |      | Prinz-Edward-Insel | Schildvulkan  | 672      | 46° 38′ 0″ S, 37° 57′ 0″ O | unbekannt        |

## Sudan
| Bild | Name                             | Vulkantyp    | Höhe [m]  | Koordinaten                   | Letzter Ausbruch         |
| ---- | -------------------------------- | ------------ | --------- | ----------------------------- | ------------------------ |
|      | Bayuda                           | Vulkanfeld   | 670       | 18° 20′ 00″ N, 032° 45′ 00″ O | unbekannt                |
|      | Jebel Umm Arafieb                | Schildvulkan | unbekannt | 18° 10′ 00″ N, 033° 50′ 00″ O | unbekannt                |
|      | Kutum (Tagabo- bzw. Berti-Berge) | Vulkanfeld   | unbekannt | 14° 34′ 00″ N, 025° 51′ 00″ O | unbekannt                |
|      | Marra                            | Vulkanfeld   | 3042      | 12° 57′ 00″ N, 024° 16′ 00″ O | ca. 2000 v. Chr.         |
|      | Meidob                           | Vulkanfeld   | 2000      | 15° 19′ 00″ N, 026° 28′ 00″ O | 2950 v. Chr. ± 500 Jahre |

## Südkorea
| Bild            | Name                        | Insel     | Vulkantyp     | Höhe [m] | Koordinaten                   | Letzter Ausbruch        |
| --------------- | --------------------------- | --------- | ------------- | -------- | ----------------------------- | ----------------------- |
| Bild gesucht BW | Ch'uga-ryong (Seoul-Wonson) | -         | Schildvulkan  | 452      | 38° 20′ 00″ N, 127° 20′ 00″ O | unbekannt               |
|                 | Hallasan                    | Jeju-do   | Schildvulkan  | 1950     | 33° 22′ 00″ N, 126° 32′ 00″ O | 1007                    |
|                 |                             | Ulleungdo | Schichtvulkan | 984      | 37° 30′ 00″ N, 130° 52′ 00″ O | 2990 v. Chr. ± 40 Jahre |

## Syrien
| Bild            | Name              | Vulkantyp  | Höhe [m]  | Koordinaten                   | Letzter Ausbruch         |
| --------------- | ----------------- | ---------- | --------- | ----------------------------- | ------------------------ |
| Bild gesucht BW | Dschebel ad-Duruz | Vulkanfeld | 1803      | 32° 39′ 30″ N, 036° 25′ 30″ O | unbekannt                |
|                 | Es-Safa           | Vulkanfeld | 979       | 33° 15′ 00″ N, 037° 04′ 00″ O | 1850 ± 10 Jahre          |
|                 | Golanhöhen        | Vulkanfeld | 1197      | 33° 06′ 00″ N, 035° 58′ 00″ O | unbekannt                |
| Bild gesucht BW | Sharat Kovakab    | Vulkanfeld | 534       | 36° 32′ 00″ N, 040° 51′ 00″ O | unbekannt                |
|                 | unbenannt         | Vulkanfeld | 1050      | 33° 00′ 00″ N, 036° 38′ 00″ O | 2670 v. Chr. ± 200 Jahre |
|                 | unbenannt         | Vulkanfeld | unbekannt | 36° 40′ 00″ N, 037° 00′ 00″ O | 1222                     |

## Tansania
→ Liste von Vulkanen in Tansania

## Tonga
→ Liste von Vulkanen in Tonga

## Tschad
| Bild | Name                                 | Vulkantyp                    | Höhe [m] | Koordinaten                   | Letzter Ausbruch |
| ---- | ------------------------------------ | ---------------------------- | -------- | ----------------------------- | ---------------- |
|      | Emi Koussi                           | Pyroklastischer Schildvulkan | 3445     | 19° 48′ 00″ N, 018° 32′ 00″ O | unbekannt        |
|      | Tarso Toh                            | Vulkanfeld                   | 2000     | 21° 20′ 00″ N, 016° 20′ 00″ O | unbekannt        |
|      | Tarso Toussidé, siehe Trou au Natron | Schichtvulkan                | 3315     | 21° 02′ 00″ N, 016° 27′ 00″ O | unbekannt        |
|      | Tarso Voon                           | Schichtvulkan                | 2859     | 20° 55′ 00″ N, 017° 17′ 00″ O | unbekannt        |

## Türkei
→ Liste von Vulkanen in der Türkei

## Uganda
| Bild            | Name                    | Vulkantyp     | Höhe [m] | Koordinaten                   | Letzter Ausbruch         |
| --------------- | ----------------------- | ------------- | -------- | ----------------------------- | ------------------------ |
|                 | Bufumbira               | Vulkanfeld    | 2440     | 01° 14′ 00″ S, 029° 43′ 00″ O | unbekannt                |
|                 | Bunyaruguru (Kichwambe) | Vulkanfeld    | 1554     | 00° 12′ 00″ S, 030° 05′ 00″ O | unbekannt                |
| Bild gesucht BW | Fort-Portal-Vulkanfeld  | Vulkanfeld    | 1615     | 00° 42′ 00″ N, 030° 15′ 00″ O | 2120 v. Chr. ± 100 Jahre |
| Bild gesucht BW | Katunga                 | Tuffkegel     | 1707     | 00° 28′ 17″ S, 030° 11′ 27″ O | unbekannt                |
|                 | Katwe-Kikorongo         | Vulkanfeld    | 1067     | 00° 05′ 00″ S, 029° 55′ 00″ O | unbekannt                |
|                 | Kyatwa (Ndale)          | Vulkanfeld    | 1430     | 00° 27′ 00″ N, 030° 15′ 00″ O | unbekannt                |
|                 | Muhabura (Muhavura)     | Schichtvulkan | 4127     | 01° 23′ 00″ S, 029° 40′ 00″ O | unbekannt                |
|                 | Sabinyo                 | Schichtvulkan | 3645     | 01° 24′ 00″ S, 029° 36′ 00″ O | Pleistozän               |

## USA
→ Liste von Vulkanen in den Vereinigten Staaten

## Vanuatu
→ Liste von Vulkanen in Vanuatu

## Vietnam
| Name                            | Insel                             | Vulkantyp         | Höhe [m]  | Koordinaten                   | Letzter Ausbruch |
| ------------------------------- | --------------------------------- | ----------------- | --------- | ----------------------------- | ---------------- |
| Bas Dong Nai (Xuan-Loc-Plateau) |                                   | Vulkanfeld        | 392       | 10° 48′ 00″ N, 107° 12′ 00″ O | unbekannt        |
| Cù-Lao Ré                       | Lý Sơn (Cù-Lao Ré), Cù Lao Bờ Bãi | Vulkanfeld        | 181       | 15° 23′ 00″ N, 109° 07′ 00″ O | unbekannt        |
| Haut Dong Nai (Djiring-Plateau) |                                   | Vulkanfeld        | 1000      | 11° 36′ 00″ N, 108° 12′ 00″ O | unbekannt        |
| Ile des Cendres                 |                                   | Submarine Vulkane | −20       | 10° 09′ 27″ N, 109° 00′ 50″ O | 1923             |
| Toroeng Prong                   |                                   | Schlackenkegel    | 800       | 14° 56′ 00″ N, 108° 00′ 00″ O | unbekannt        |
| Veteran                         |                                   | Submariner Vulkan | unbekannt | 09° 50′ 00″ N, 109° 03′ 00″ O | unbekannt        |